# Santa Margherita (Messina)
Santa Margherita è una frazione collinare della Circoscrizione I della città di Messina che conta circa 1 150 abitanti. Si trova nella zona Sud del territorio cittadino, a 49 m s.l.m., all'interno di una vallata coltivata prevalentemente ad agrumeti, oliveti e vigneti e rigogliosa di vegetazione mediterranea.
Fino al 2005 è stata sede del Secondo Quartiere - "Santo Stefano"

## Il toponimo
È un agiotoponimo, originato dalla presenza della chiesa intitolata a Santa Margherita.

## Storia
Le origini del casale (o villaggio) si fanno risalire all'epoca bizantina (intorno al VII - VIII secolo), quando i monaci fondarono nell'adiacente vallata del Mili l'Abbazia basiliana di Santa Maria e, nelle vicinanze, sorse l'originario nucleo abitato ad opera di contadini che lavoravano le terre dell'esteso territorio di pertinenza dell'abbazia.
In età normanna, il conte Ruggero ricostruì la chiesa con l'annesso convento, decaduti sotto la dominazione araba, dotandolo nel 1092 di ampi possedimenti e facendovi seppellire Giordano, suo figlio illegittimo.
L'abate fu barone di Santa Margherita e proprio alla sua presenza è legata l'esistenza in paese di un castello nell'omonimo rione del paese (oggi scomparso) e dell'antico privilegio del baiulato.
Santa Margherita fu feudo indipendente, per molti secoli posseduto dalla famiglia Palermo di Santa Margherita, che ne ebbe la baronia nel 1340 con il barone di Vallelonga, Luigi Giacomo. Nel 1708 il re Filippo V di Spagna elevò l'antica baronia di Santo Stefano e Santa Margherita al rango di principato e Giovanni V Palermo e Arezzo, decimo barone, ne divenne il primo principe. Il feudo comprendeva altre terre e casali di Messina  (Santo Stefano Mezzano, Galati Superiore, Mili San Pietro e Martini).

## Arte
Il territorio del paese conserva alcuni monumenti di particolare importanza:
- La Chiesa della "Madonna di Porto Salvo", in Via Bonifacio, appartenne alla nobile famiglia Minutoli. Edificata nel 1741, ha un bel portale di tipologia tardo-barocca che fa riferimento ai modelli architettonici affermatisi in Sicilia.
- Il Palazzo del Principe di S. Margherita, fatto edificare nel 1700 dalla famiglia Palermo, successivamente divenne proprietà degli Zuppone, nobili messinesi e poi, fino al 1945, dei fratelli De Luca. Il palazzo venne anche utilizzato quale sede amministrativa della frazione.
- All'interno della Chiesa Matrice di Santa Margherita sono da segnalare: un Crocefisso in legno del '400, opera di artisti messinesi ed un dipinto su tavola, opera di artista ignoto, sempre databile al XV secolo, che raffigura Santa Margherita.
- La settecentesca Villa Pirrotta, sita in contrada Ortera, è una costruzione sette-ottocentesca costruita da vari corpi di fabbrica: la residenza principale, alcune dépendance, gli alloggi dei coloni e la cappella padronale. La superficie complessiva supera i 2000 m2, ma versa in uno stato di forte degrado.

## Sport
Il Messina Sud è la squadra del paese, ha militato tra la 3'Categoria e la 1'Categoria per poi andare in Promozione Sicilia dal 2015 al 2017. Attualmente prende ai campionati solo delle giovanili.

## Manifestazioni religiose
Le principali manifestazioni religiose che si tengono a Santa Margherita nel corso dell'anno:
- Natale, novena e processione della notte accompagnata dal suono della zampogna (in siciliano ciaramedda)
- Festa Santa Margherita 20 luglio;
- Festa San Sebastiano 20 gennaio;